# Alba eterna
Alba eterna (To Bring the Light) è un romanzo breve di fantascienza di David Drake pubblicato nel 1996.
È ispirato al romanzo L'abisso del passato (Lest Darkness Fall, 1939) di L. Sprague de Camp.

## Trama
Flavia Herosilla vive nella Roma imperiale, durante una tempesta, si rende conto di aver viaggiato indietro nel tempo fino al periodo in cui Roma sta per essere fondata.

## Edizioni
- L'abisso del passato - Alba eterna, collana Urania n° 1361, Arnoldo Mondadori, 1999.
- L'abisso del passato - Alba eterna, collana Urania Collezione n° 175, Arnoldo Mondadori, 2017.